# Eugen von Petzel

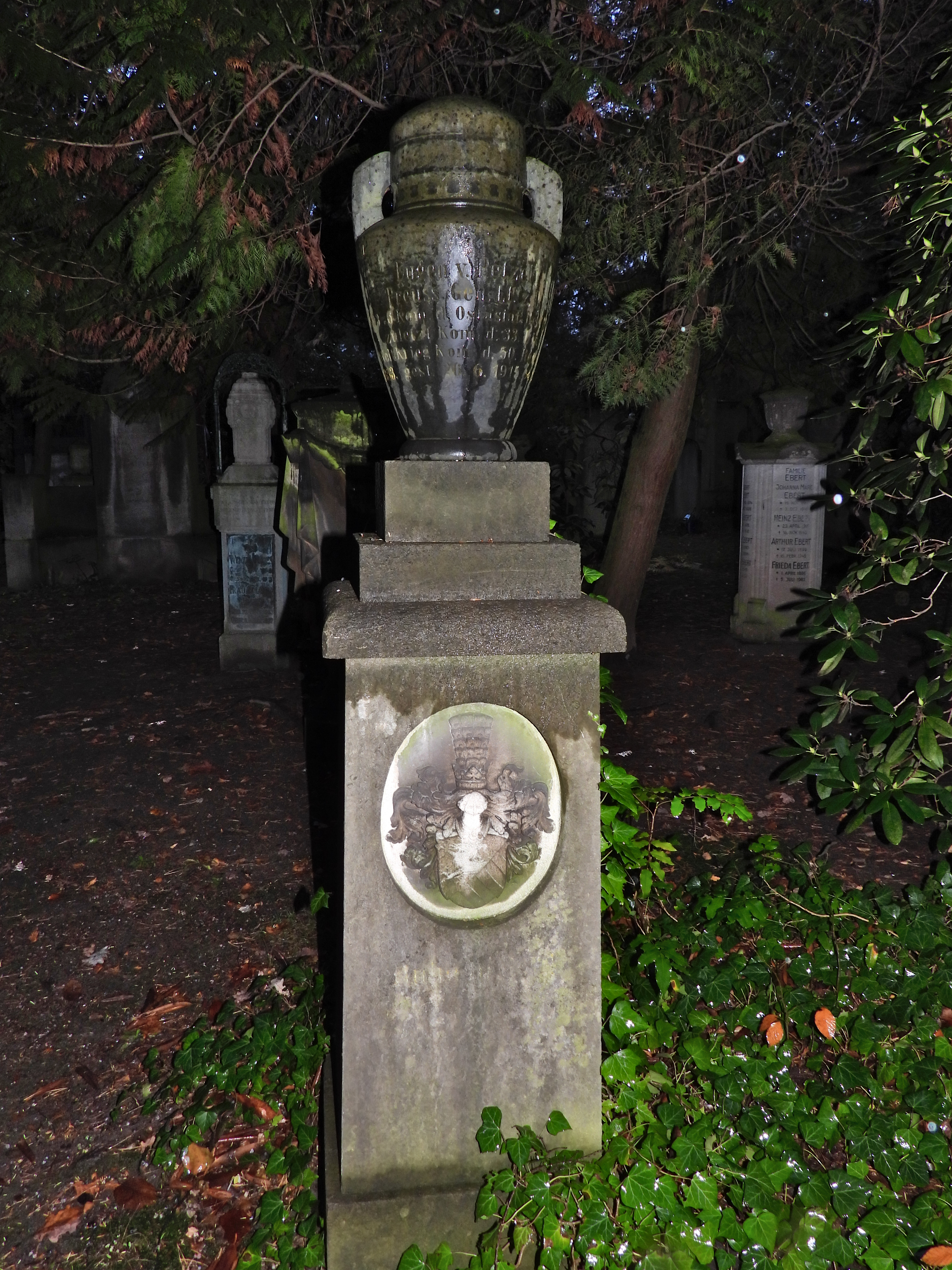
Grab des Eugen von Petzel – Friedhof Dresden Tolkewitz Nordostseite

Viktor Eugen Petzel, seit 1913 von Petzel (* 14. August 1853 in Dalne bei Samter; † 26. Juni 1915 in Dresden) war ein preußischer Generalleutnant.

## Leben

### Herkunft
Eugen war ein Sohn des ehemaligen Gutspächters in Dalne Theodor Petzel (1812–1892) und dessen Ehefrau Dorothea, geborene Foerster (1822–1908).

### Militärkarriere
Petzel trat gegen Ende des Krieges gegen Frankreich am 7. Februar 1871 als Freiwilliger in das Ersatz-Bataillon des 1. Niederschlesischen Infanterie-Regiments Nr. 46 der Preußischen Armee ein. Bis Mitte Juli 1882 avancierte er zum Premierleutnant und wurde ab Mitte April 1885 zur Dienstleistung beim Großen Generalstab kommandiert. Unter Enthebung von diesem Kommando und Stellung à la suite des 4. Westfälischen Infanterie-Regiments Nr. 17 erfolgte am 22. März 1887 seine Versetzung in den Nebenetat des Großen Generalstabes. In dieser Stellung Anfang April 1887 zum Hauptmann befördert, wurde Petzel am 22. März 1888 unter Überweisung zum Großen Generalstab dem Generalstab der Armee aggregiert. Ab dem 23. Juni 1888 war Petzel für die Dauer der Herbstübungen zum Generalstab der 1. Garde-Division kommandiert und wurde am 2. August 1888 unter Belassung des Großen Generalstabes in den Generalstab der Armee einrangiert. Am 21. Oktober 1889 erfolgte seine Versetzung in den Generalstab der 2. Division nach Danzig und am 24. März 1890 trat er mit Wirkung zum 1. April 1890 in den Generalstab der neugebildeten 36. Division über. Mit der Ernennung zum Chef der 8. Kompanie im Füsilier-Regiment „Königin“ (Schleswig-Holsteinisches) Nr. 86 trat er am 24. März 1890 für ein Jahr in den Truppendienst zurück und wurde anschließend unter Überweisung zum Generalstab der 36. Division wieder in den Generalstab der Armee rückversetzt. Dort stieg Petzel Ende Mai 1891 zum überzähligen Major auf. Am 6. August 1892 wurde er in die offene Stabsoffiziersstelle des Generalstabes einrangiert und Mitte Oktober 1894 zum Generalstab der Kommandantur Königsberg versetzt. Ein Jahr später folgte die Versetzung zum Generalkommando des I. Armee-Korps. Daran schloss sich am 20. Mai 1897 seine Versetzung nach Posen als Kommandeur des III. Bataillons im Infanterie-Regiment „Graf Kirchbach“ (1. Niederschlesisches) Nr. 46 an. Unter Beauftragung mit den Funktionen des etatsmäßigen Stabsoffizier wurde Petzel am 29. November 1898 in das Infanterie-Regiment „Kaiser Wilhelm“ (2. Großherzoglich Hessisches) Nr. 116 nach Gießen versetzt und am 27. Januar 1899 unter Beförderung zum Oberstleutnant zum Stabsoffizier ernannt.

Karte „Marsch von Tientsin nach Pau-ting-fu“

Petzel schied am 9. Juli 1900 aus der Armee aus, um an der Niederschlagung des Boxeraufstandes in China teilzunehmen. Er trat daraufhin zum Stab des 3. Ostasiatischen Infanterie-Regiments, wurde am 29. Dezember 1900 zunächst mit der Führung des 5. Ostasiatischen Infanterie-Regiments beauftragt und am 18. April 1901 unter Beförderung zum Oberst zum Kommandeur dieses Regiments ernannt. Ende März war er mit einem Detachement am Nordrand des Tahotien-Sees auf rund 1000 Boxer getroffen und hatte ihnen nach einem Gefecht ein Geschütz und 19 Fahrzeuge mit Munition abgenommen. Ferner beteiligte er sich an der internationalen Expedition nach Pau-ting-fu sowie an einer Reihe weiterer Gefechte. Petzel schied zum 24. Oktober 1901 aus dem Ostasiatischen Expeditionskorps aus, wurde als aggregiert zum Niederrheinischen Füsilier-Regiment Nr. 39 versetzt und am 18. Februar 1902 zum Regimentskommandeur ernannt. Am 11. Februar 1903 schied er erneut aus dem Heer aus und wurde in der Ostasiatischen Besatzungs-Brigade als Kommandeur des 2. Ostasiatischen Infanterie-Regiments angestellt. Petzel wurde am 20. November 1903 zum Generalmajor befördert und zugleich zum Kommandeur der 2. Ostasiatischen Besatzung-Brigade ernannt. Nach dreijähriger Tätigkeit in China kehrte er Mitte Oktober 1906 nach Deutschland zurück, wurde zunächst unter Anweisung seines Wohnsitz in Berlin zu den Offizieren von der Armee überführt und am 17. November 1906 zum Kommandeur der 68. Infanterie-Brigade in Metz ernannt. In dieser Eigenschaft erhielt er anlässlich des Ordensfestes im Januar 1908 den Kronen-Orden II. Klasse mit Stern. Als Generalleutnant war Petzel vom 4. April 1908 bis zum 2. März 1910 Kommandeur der ebenfalls in Metz stationierten 33. Division. Anschließend wurde er in Genehmigung seines Abschiedsgesuches mit der gesetzlichen Pension zur Disposition gestellt.
Kaiser Wilhelm II. erhob Petzel am 16. Juni 1913 in den erblichen preußischen Adelsstand.
Während des Ersten Weltkriegs wurde Petzel gemäß seiner Mobilmachungsbestimmung als z.D.-Offizier wiederverwendet und fungierte als Kommandeur der 50. Reserve-Division, die er an der Ostfront u. a. in der Schlacht um Łódź befehligte. Er verstarb am 26. Juni 1915 in Dresden.

### Familie
Petzel hatte sich am 25. September 1879 in Dresden mit Helene Freiin von Kittlitz (* 1858) verheiratet. Aus der Ehe gingen folgende Kinder hervor:
- Magarete (* 1880) ⚭ 1905 Hans Kropatscheck, preußischer Leutnant a. D. und russischer Konsul in Tsingtau, China
- Elisabeth (* 1883) ⚭ 1906 Heinrich Betz, deutscher Konsul in Tsinansu, China
- Rolf (* 1885)